# Коул, Даррен
Да́ррен Ко́ул (англ. Darren Cole; род. 3 января 1992, Эдинбург) — шотландский футболист, правый защитник североирландского клуба «Гленторан», выступающего на правах аренды за «Данганнон Свифтс».

## Карьера футболиста

### Клубная карьера
Даррен родился 3 января 1992 года в столице Шотландии — городе Эдинбурге.
2 декабря 2010 года Коул заключил свой первый профессиональный контракт с глазговским клубом «Рейнджерс». Соглашение о сотрудничестве было рассчитано на два года. Через пять дней молодой защитник дебютировал в первой команде «джерс», выйди в основном составе «Рейнджерс» на матч группового этапа Лиги чемпионов, в котором глазговцы встречались с турецким «Бурсаспором». Коул провёл на поле 83 минуты, после чего был заменён на Джордана Макмиллана. Сам поединок закончился с ничейным счётом 1:1. Дебют Даррена был отмечен главным тренером «джерс» Уолтером Смитом, который назвал защитника «одним из самых перспективных футболистов страны». Вскоре после этого Коул подписал с «рейнджерами» новый контракт, рассчитанный до лета 2013 года.
В первой половине сезона 2011/12 Даррен ни разу не появился на поле в матчах «джерс», после чего руководство глазговского клуба приняло решение отдать молодого защитника в аренду с целью приобретения необходимого опыта. 2 января 2012 года Коул до конца футбольного года был ссужен в команду Первого шотландского дивизиона «Партик Тисл». 13 января того же года Даррен впервые защищал цвета глазговцев в официальной встрече — в тот день его команда уступила своим оппонентам из «Гамильтон Академикал» с минимальным счётом 0:1.

#### Клубная статистика
| Клуб                   | Сезон                  | Чемпионат | Чемпионат | Кубок | Кубок | Кубок Лиги | Кубок Лиги | Еврокубки | Еврокубки | Итого | Итого |
| Клуб                   | Сезон                  | Игры      | Голы      | Игры  | Голы  | Игры       | Голы       | Игры      | Голы      | Игры  | Голы  |
| ---------------------- | ---------------------- | --------- | --------- | ----- | ----- | ---------- | ---------- | --------- | --------- | ----- | ----- |
| Рейнджерс              | 2010/11                | —         | —         | —     | —     | —          | —          | 1         | 0         | 1     | 0     |
| Рейнджерс              | 2012/13                | 2         | 0         | 1     | 0     | —          | —          | —         | —         | 3     | 0     |
| Всего за «Рейнджерс»   | Всего за «Рейнджерс»   | 2         | 0         | 1     | 0     | 0          | 0          | 1         | 0         | 4     | 0     |
| Партик Тисл            | 2011/12                | 6         | 0         | —     | —     | —          | —          | —         | —         | 6     | 0     |
| Всего за «Партик Тисл» | Всего за «Партик Тисл» | 6         | 0         | 0     | 0     | 0          | 0          | 0         | 0         | 6     | 0     |
| Всего за карьеру       | Всего за карьеру       | 8         | 0         | 1     | 0     | 0          | 0          | 1         | 0         | 10    | 0     |

(откорректировано по состоянию на 2 января 2013)

### Сборная Шотландии
С 2007 года Коул выступает за различные молодёжные сборные Шотландии. В настоящее время является игроком молодёжной сборной, имеет в своём активе две встречи за неё, дебютной стал поединок против сверстников из Бельгии, состоявшийся 24 марта 2011 года.

### Достижения
«Рейнджерс»
- Победитель Третьего дивизиона шотландской Футбольной лиги: 2012/13

## Личная жизнь
На досуге Коул предпочитает проводить время за просмотром телевизора или слушая музыку, в частности R'n'B. Любимая киноактриса Даррена — Джессика Альба.